# Gymnomacquartia japonica
Gymnomacquartia japonica är en tvåvingeart som beskrevs av Louis-Paul Mesnil och Hiroshi Shima 1978. Gymnomacquartia japonica ingår i släktet Gymnomacquartia och familjen parasitflugor. Inga underarter finns listade i Catalogue of Life.